# レホボスビーチ (デラウェア州)
レホボスビーチ（英: Rehoboth Beach）は、アメリカ合衆国デラウェア州南部のサセックス郡北東部、デラウェア・ビーチに位置する市である。2010年国勢調査での人口は1,327 人だった。2000年時点の1,488人からは161人、11.2%の減少だった。デラウェア州に10ある市の1つであり、人口では最少である。隣接する海岸都市ルイスと共に、デラウェア州では急速に成長しているケープ地域の主要都市である。メリーランド州にも跨るソールズベリー大都市圏に入っている。
地域住民にとって休暇を過ごす場所として人気があり、夏の間の市域内の人口は25,000人以上、さらに周辺地域にも数千人が過ごしている。
2011年、天然資源保護協議会がレホボスビーチの水質に5つ星の評価を与えた。この評価は他の12か所に与えられただけであり、そのうちの1つは隣接するデューイビーチだった。海岸のある30州のうち、2011年のレホボスビーチの水質は第1位だった。

## 歴史

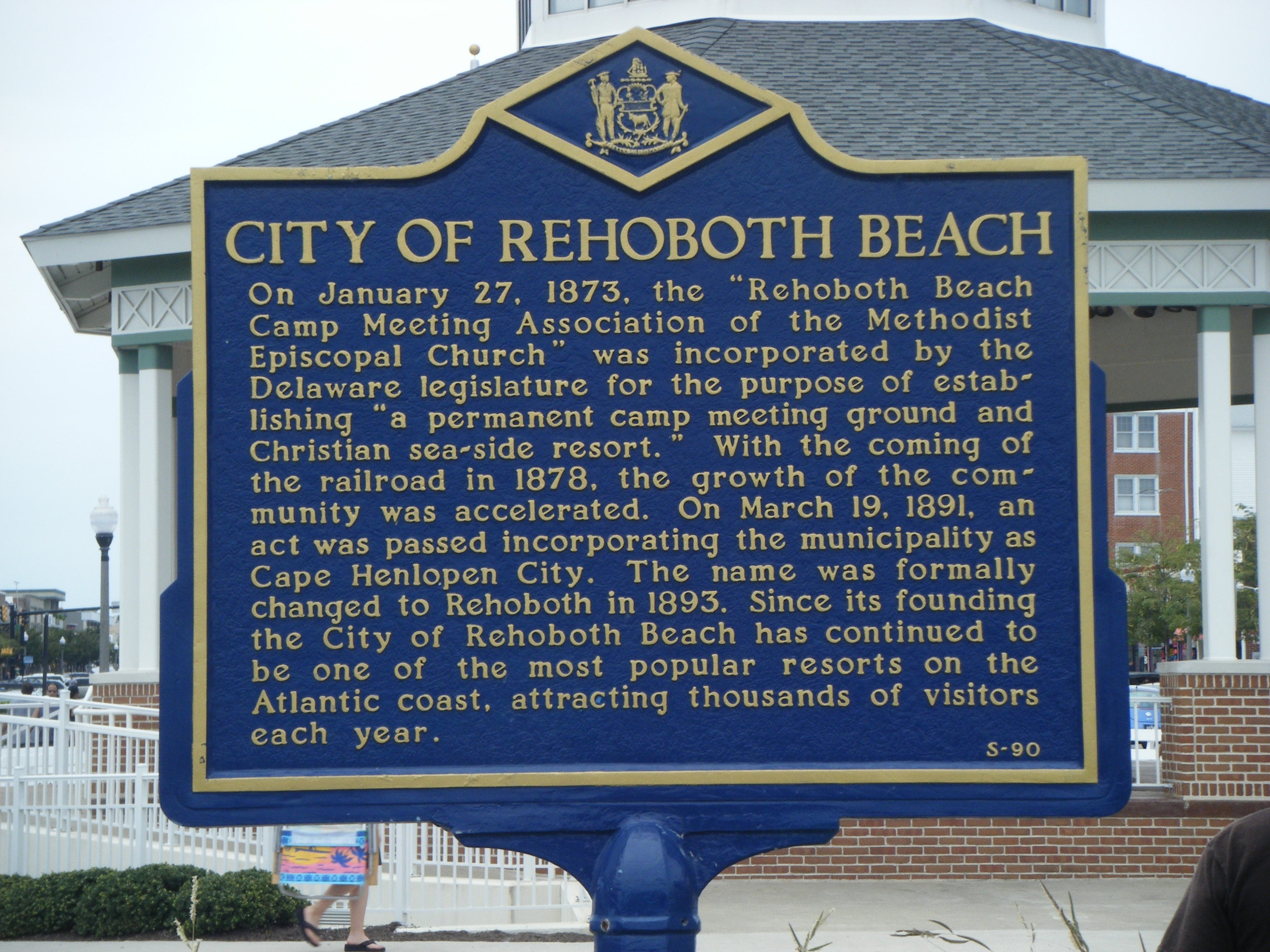
レホボスビーチの歴史を簡潔に著した歴史標識

レホボスビーチの地域に人類が住んだのは恐らく紀元前1万年の昔である。その存在を示す証拠の多くは、開発の中で破壊されてきたので、彼らについてはほとんど分かっていない。当時、海面は低く、大西洋の岸は現在よりも約30マイル (50 km) 東にあった。17世紀、最初のヨーロッパ人がこの地域に到着した時までに、海岸線は現在の位置になっており、レナペ族（デラウェア族）、シッコニーズ族、アサティーグ族、ナンティコーク族など幾つかのインディアン部族が住んでいた。この場所は大西洋岸中部では最も重要なインディアン漁業の集落であった可能性がある場所である（その証拠は開発によって消し去られた）。イングランドやオランダの開拓者からの圧力によって、レナペ族インディアンをルイスから追い出し、北のニューヨーク州やカナダ、西のオクラホマ州に移らせ、シッコニーズ族やアサティーグ族は絶滅させられた。しかしナンティコーク族は今日もこの地域で生存している。地域は後にヨーク公ジェームズ・ステュアート支配下に入り、ヨーク公は18世紀に様々な都市所有者に土地を払い下げた。19世紀半ばまでにこれら土地所有者の子孫は、比較的貧しい土地で生きて行こうとする農夫になっていた。
レホボスビーチ市は1873年に、ウィルミントン市のセントポール・メソジスト聖公会教会ロバート・W・トッド牧師によって「レホボスビーチ・キャンプ集会協会」として設立され、ニュージャージー州オーシャングローブのようなジャージー海岸の同様なリゾートにおけるメソジストがキャンプ集会を行う場所となった。このキャンプ集会教会は1881年に解体され、1891年、デラウェア州議会によって、その地域がヘンローペン市として法人化され、その直後にレホボスビーチと改名された。
聖書の「レホボス」 (ヘブライ語: רְחוֹבוֹת‎) は「広い空間」を意味している。旧約聖書では地名として3度登場している。イサクが掘った井戸（現代のワジ、er-Ruheibeh、創世記26:22）、ユーフラテス川沿いの都市（創世記36:37、1 Chr. 1:48）、アッシュールの都市の1つ（創世記10:11）である。このことから市の宗教的設立者にとってこの名前は特別訴えるものがあったが、隣接する湾は町が設立される少なくとも1世紀前にレホボスという名前を持っていた。

### 現代のリゾート町

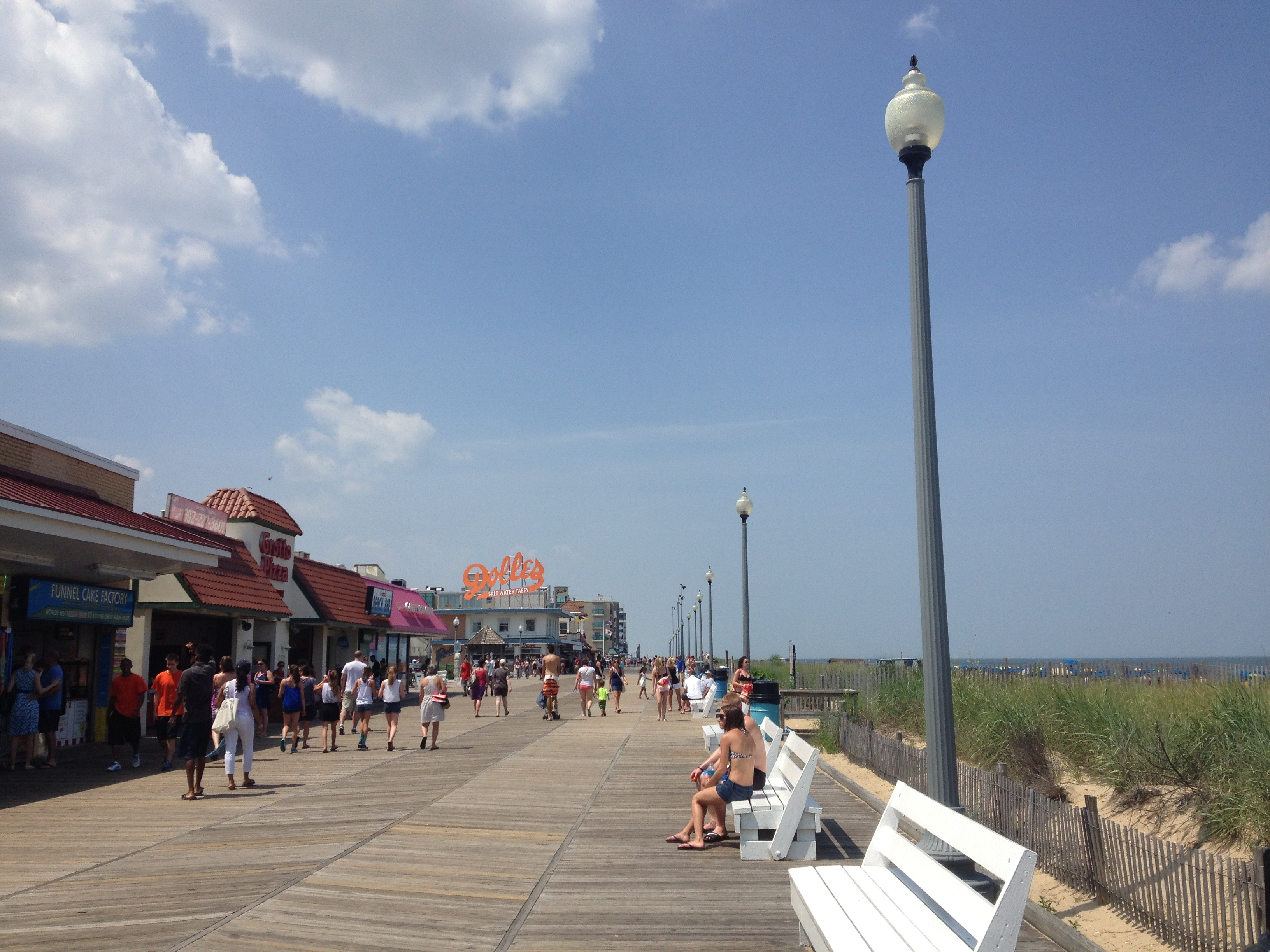
レホボトビーチ遊歩道、北向き

レホボスビーチは、ワシントンD.C.の住人や、メリーランド州、バージニア州、ペンシルベニア州からの訪問者にとって夏の休暇を過ごす所となることが多いので「国の夏の首都」を自称することが多い。観光客は町そのものの魅力や免税の買い物など多くの理由で惹きつけられている。
レホボスビーチはその海浜、木製のボードウォーク、多岐にわたる店舗、娯楽、スポーツ活動などで有名であり、またゲイが所有し運営する事業が数多くあることや、プードルビーチと呼ばれるクイーン通り近くの海浜をゲイがしばしば訪れることから、大西洋中部海岸のゲイに優しい入口の1つとしても知られている。
レホボスビーチでは季節によるビーチパトロールがあり、町の海浜を作り上げる1.5マイル (2.4 km) の人命保護に当たっている。彼らはメモリアルデイの週末から秋まで働いている。

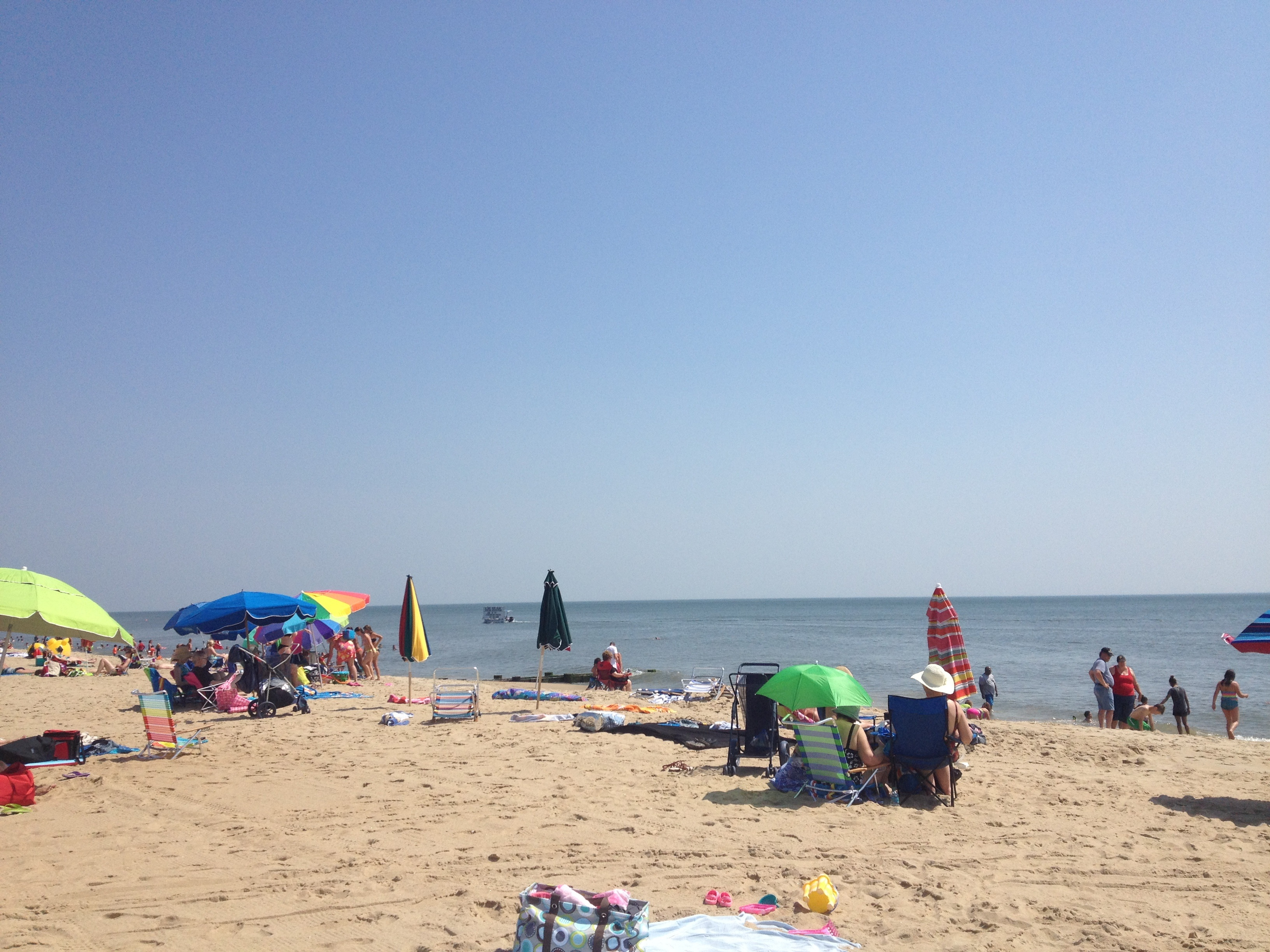
レホボスビーチの海浜、北を望む

レホボスビーチは近くにあり開発の進んだメリーランド州オーシャンシティの代替休養地として機能している。雑誌「リーダーズ・ダイジェスト」はレホボスビーチ・ボードウォークを「アメリカで最良のもの」と名付けた。この突飛で、驚くようで真に異常なことは2006年5月号に掲載された。さらに、団体のAARPはレホボスビーチを「退職して住む最良の場所」として5つの夢の町の1つに挙げた。
町では毎年、海の魔女祭、レホボスビーチ独立映画祭、レホボスビーチ秋のジャズ祭など幾つかの祭が開催されている。
プロの劇団であるクリアスペース劇団が、年間を通してレホボス芸術劇場でミュージカルや演劇を公演している。
ドッグフィッシュ・ヘッド・ブルワリーの最初のビール酒場が町内のメインストリートであるレホボス・アベニュー沿いにある。ここはアメリカの地ビール愛好者から人気ある観光地として年々成長して来ている。グロット・ピザは1960年にレホボスビーチで設立され、デラウェア州全体やメリーランド州とペンシルベニア州の一部に21店舗を展開している。
2011年、公園や遊技場での禁煙条例を成立させたが、海浜やボードウォークでは喫煙を可能としている。
アベリーの墓所、ドッドの屋敷、ピーター・マーシュ邸、トンプソンのロス・アンド・ゲイン史跡、トンプソンの内陸史跡、ウォリントン史跡、女性のクリスチャン禁酒同盟噴水がアメリカ合衆国国家歴史登録財に指定されている。

## 地理

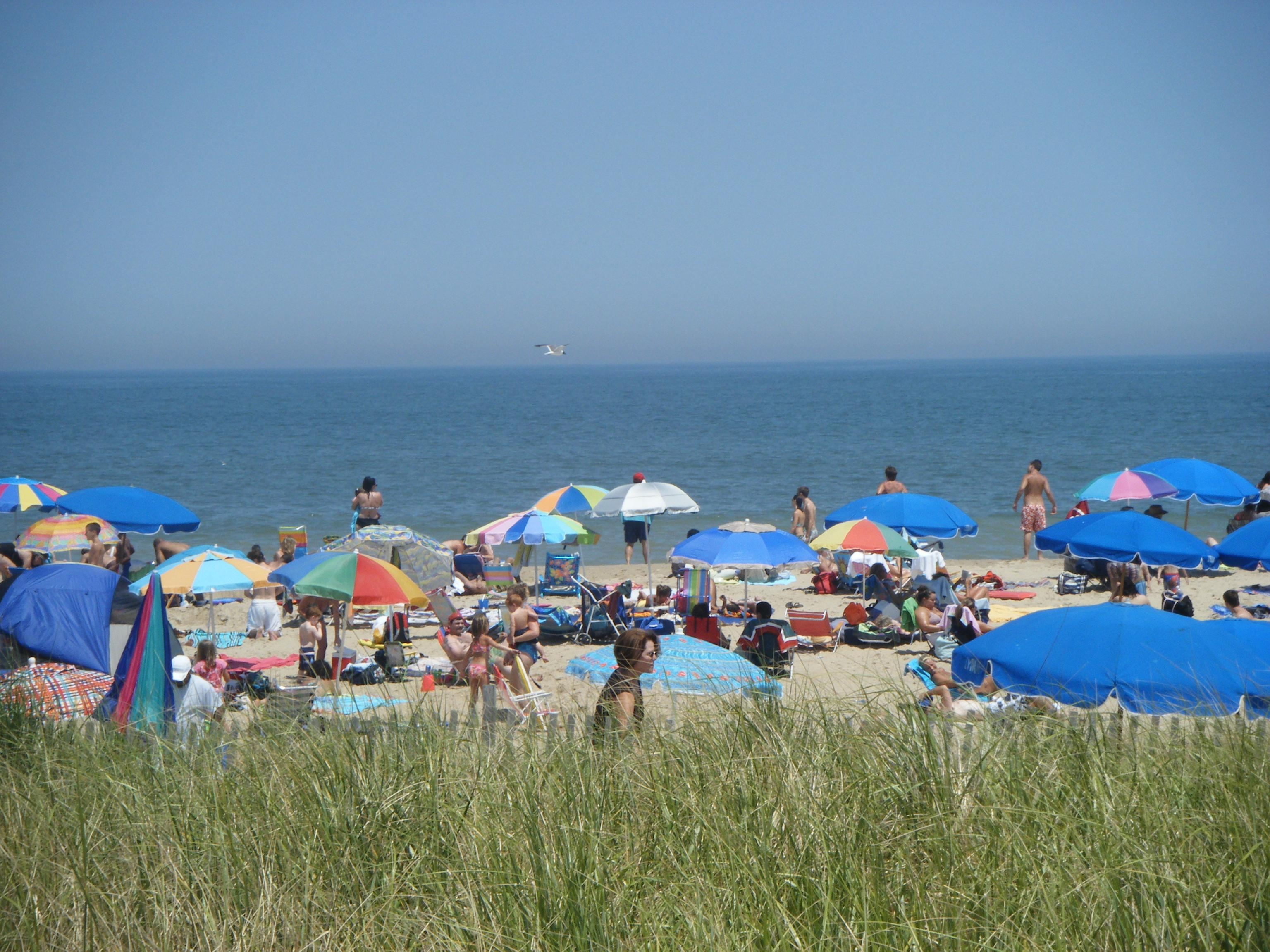
デラウェア・アベニューから海浜を見る

アメリカ合衆国国勢調査局に拠れば、領域全面積は1.6平方マイル (4.1 km2) であり、このうち陸地1.2平方マイル (3.1 km2)、水域は0.5平方マイル (1.3 km2)で水域率は28.48%である。市の東は大西洋であり、北はヘンローペンエーカーズの開拓地、西と南はサセックス郡の未編入領域に接している。ケープ・ヘンローペン州立公園がレホボスビーチの北にあり、デューイビーチは直ぐ南にある。

## 気候
レホボスビーチは大西洋海岸平原にあり、その気候は大西洋とレホボス湾によって穏やかなものとされる。温和な温暖気候であり、暑く湿気た夏と温暖な冬が特徴である。7月、日中の平均最高気温は87 °F (30.6 °C)、最低気温は70 °F (21 °C) である。1月では最高が45 °F (7 °C)、最低気温は30 °F (-1 °C) である。月間降水量が多いのは7月の4.78インチ (121 mm) であり、昔から2月は降水量が最も少ない月であり、3.23インチ (82.4 mm) である。
過去最高気温は1997年に記録された 102 °F (38.8 °C) であり、過去最低気温は1982年に記録された -11 °F (-28.8 °C) である。

## 交通
デラウェア州道1号線（コースタル・ハイウェイ）はレホボスビーチの市中に入らない。町の南と西を回り込んでいる。デラウェア州道1号線代替路がL字の形でレホボスビーチの市内を通り、コースタル・ハイウェイからレホボス・アベニューに沿って2番通りに行き、その後は2番通りに沿って南のベイヤード・アベニューからシルバーレイク・ドライブとなり、デューイビーチで再度コースタル・ハイウェイと接続する。
デラウェア州交通省は市域のすぐ外、州道1号線沿いでパーク・アンド・ライドを運営している。夏の最盛期、DARTファースト・ステイトが「ビーチバス」を運行し、パーク・アンド・ライドの場所から市内とデラウェア・ビーチの他の場所とを頻繁に往復している。夏の週末、DARTファースト・ステイトが305番系統のバス便を運行しており、ウィルミントンからレホボスビーチ市街外のパーク・アンド・ライドの場所まで繋いでおり、途中クリスティアーナ・モール、スマーナ、ドーバーおよびミルフォードで停車する。DARTファースト・ステイトは年間を通して206番系統のバス便を運行してもおり、ルイスを経由してレホボスビーチとジョージタウンを結んでいる。
ジョリー・トロリーはレホボスと隣接するデューイビーチの間を頻繁に往復するシャトルサービスを提供する民間会社である。ベサニービーチへの便も運行している。

## 人口動態
以下は2000年国勢調査による人口統計データである。
| 基礎データ - 人口: 1,495 人 - 世帯数: 847 世帯 - 家族数: 343 家族 - 人口密度: 489.2人/km2（1,266.5 人/mi2） - 住居数: 3,167 軒（休暇用の家が多い） - 住居密度: 1,036.3軒/km2（2,682.9 軒/mi2） 人種別人口構成 - 白人: 98.13% - アフリカン・アメリカン: 0.27% - ネイティブ・アメリカン: 0.13% - アジア人: 0.67% - その他の人種: 0.54% - 混血: 0.27% - ヒスパニック・ラテン系: 0.94% 年齢別人口構成 - 18歳未満: 7.0% - 18-24歳: 3.7% - 25-44歳: 18.5% - 45-64歳: 33.3% - 65歳以上: 37.5% - 年齢の中央値: 57歳 - 性比（女性100人あたり男性の人口） - 総人口: 92.7 - 18歳以上: 89.8 | 世帯と家族（対世帯数） - 18歳未満の子供がいる: 6.3% - 結婚・同居している夫婦: 34.8% - 未婚・離婚・死別女性が世帯主: 3.9% - 非家族世帯: 59.4% - 単身世帯: 47.1% - 65歳以上の老人1人暮らし: 23.4% - 平均構成人数 - 世帯: 1.71人 - 家族: 2.35人 収入と家計 - 収入の中央値 - 世帯: 51,429米ドル - 家族: 66,844米ドル - 性別 - 男性: 56,250米ドル - 女性: 28,295米ドル - 人口1人あたり収入: 67,715米ドル - 貧困線以下 - 対人口: 5.3% - 対家族数: 3.1% - 18歳未満: 5.9% - 65歳以上: 4.5% |